# 海伊波因特鎮區 (愛荷華州第開特縣)
海伊波因特鎮區（英語：High Point Township）是位於美國愛荷華州第開特縣的一個行政鎮區。

## 地方資料
根據2010年美國人口普查的數據，海伊波因特鎮區的面積為94.37平方千米，當中陸地面積為94.33平方千米，而水域面積為0.04平方千米。當地共有人口169人，而人口密度為每平方千米1.79人。